# Јована Драгић
Јована Драгић (Земун, 19. август 1984) српска је сликарка.

## Биографија
Рођена је 19. августа 1984. у Земуну. Завршила је средњу школу за дизајн у Београду, Вишу школу ликовних и примењених уметности у Београду и мастер студије сликарства на Факултету ликовних уметности Универзитета уметности у Београду у класи професорке Анђелке Бојовић. Радила је као наставница ликовне културе у Основној школи у Земуну 2014—2016. Од 2018. године је члан Удружења ликовних уметника Србије и Удружења ликовних уметника примењених уметности и дизајнера Србије. Учествовала је у бројним групним изложбама и неколико самосталних, неке од њих су изложба у галерији Студентски културни центар Београд 2016, изложба у Градској галерији Краљево 2017. и изложба у Меморијалној галерији „Душан Старчевић” 2018. године. Неке од групних изложби на којима је излагала су Друга феминистичка колонија у Сићеву, изложба у галерији арт55 у Нишу, изложба цртежа и предмета „Вечерњи акт” у галерији Факултета ликовних уметности Универзитета уметности у Београду 2009, изложба студената Факултета ликовних уметности Универзитета уметности у Београду у Дому омладине Београда, изложба цртежа студената прве године мастер студија у Брну и изложба  цртежа и слика у оквиру Ноћи музеја у просторијама Факултета ликовних уметности Универзитета уметности у Београду 2012, Пролећна изложба УЛУС-а у Уметничком павиљону „Цвијета Зузорић”, изложба „Уметност данас” у Народној банци Србије и годишња изложба сликарско–графичке секције УЛУПУДС-а у галерији под сводовима конака књегиње Љубице 2019. године.